# 瀧川町

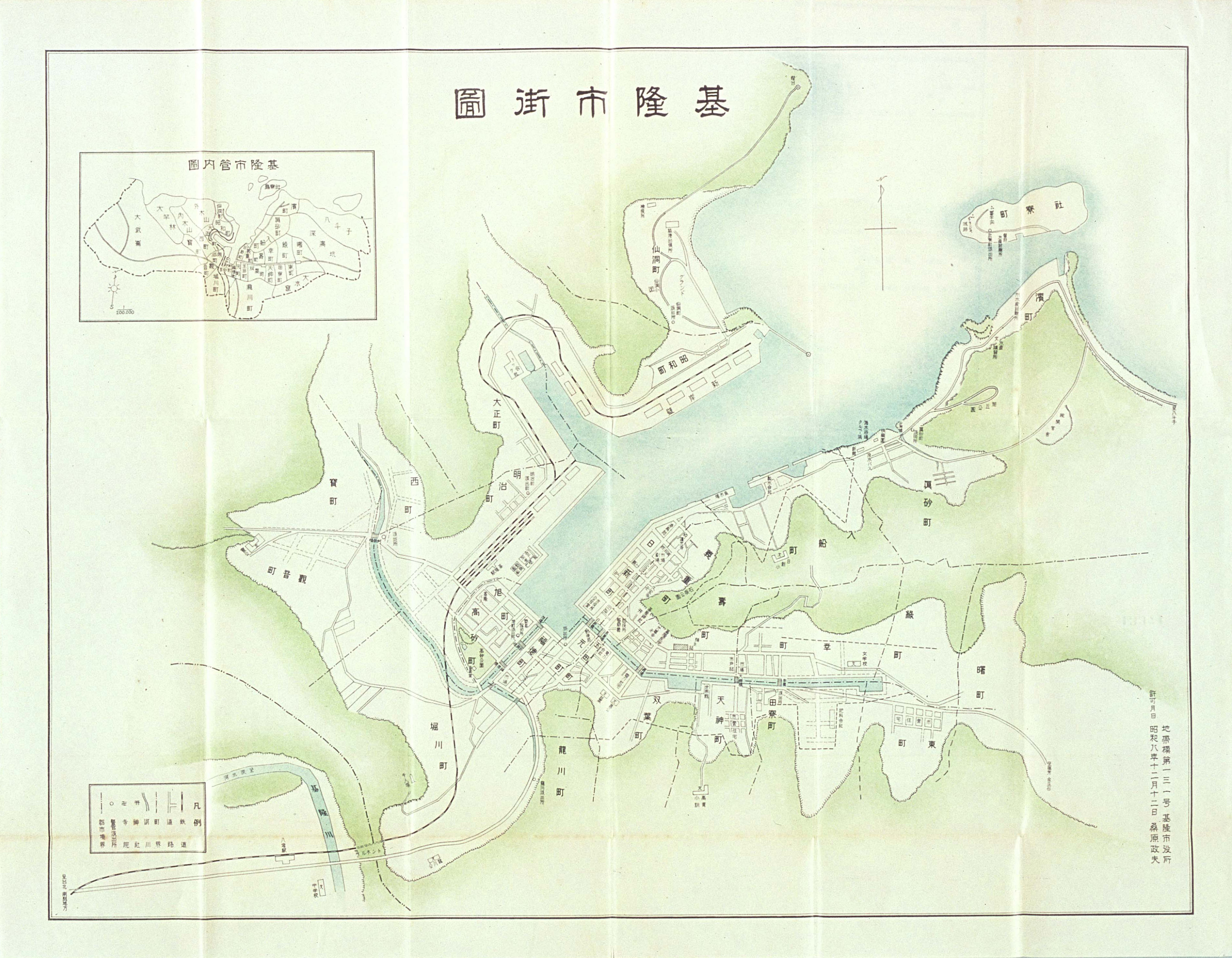
基隆市街圖

瀧川町為台灣日治時期臺北州基隆市的一個町，於基隆市自昭和6年（1931年）10月1日實施町名改正後設置，位於石硬港一帶，其名稱取自石硬港東側的瀧川瀑布；當地原屬於基隆市大字石硬港。河川的石硬港在日治時代稱為瀧川，戰後改稱南榮河。
瀧川町約為現今地籍南榮段、南新段和德厚段的範圍，約為仁愛區南側。

## 町內設施
- 基隆屠畜場
- 基隆家畜市場
- 瀧川町警察官吏派出所（現南榮派出所）
- 瀧川公學校（今南榮國小）[4]
- 瀧川靈園（瀧川町墓地，現南榮公墓）
- 曹洞宗蓬萊山寶明寺